# Castillo de La Mota
Das Castillo de La Mota ist eine mittelalterliche Burg und Festungsanlage in der Stadt Medina del Campo, in der Provinz Valladolid der spanischen autonomen Gemeinschaft Kastilien-León. Sie ist auf einem Hügel (spanisch La Mota) gelegen und thront über der Stadt. Sie diente einst als Verteidigungsanlage und Militärbasis. Seit dem 8. November 1904 ist die Anlage als nationales Kulturgut Spaniens (Bien de Interés Cultural) in der Kategorie Conjunto histórico-artístico anerkannt.

## Architektur

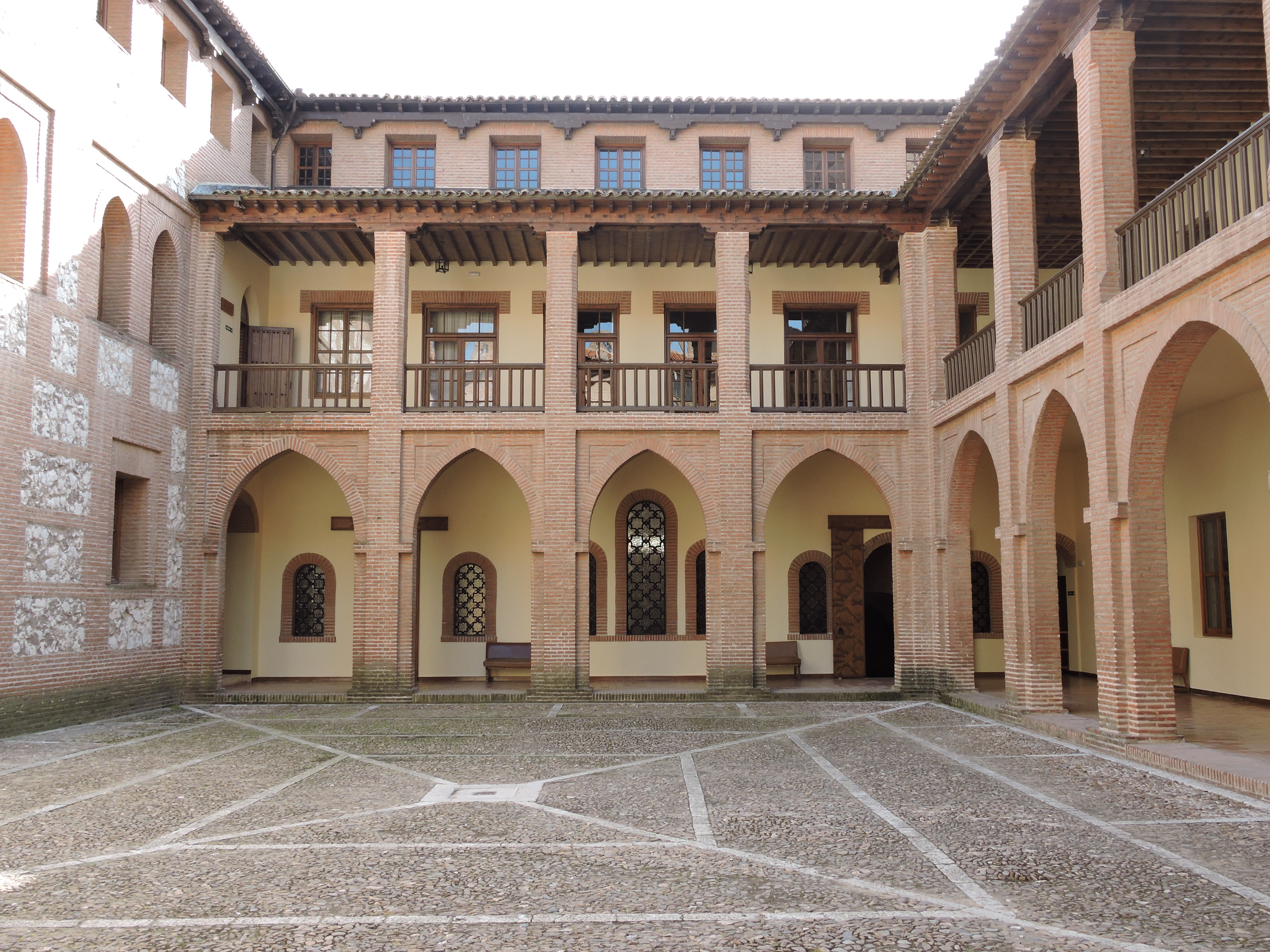
Innenhof mit dem prägenden Mudejarstil

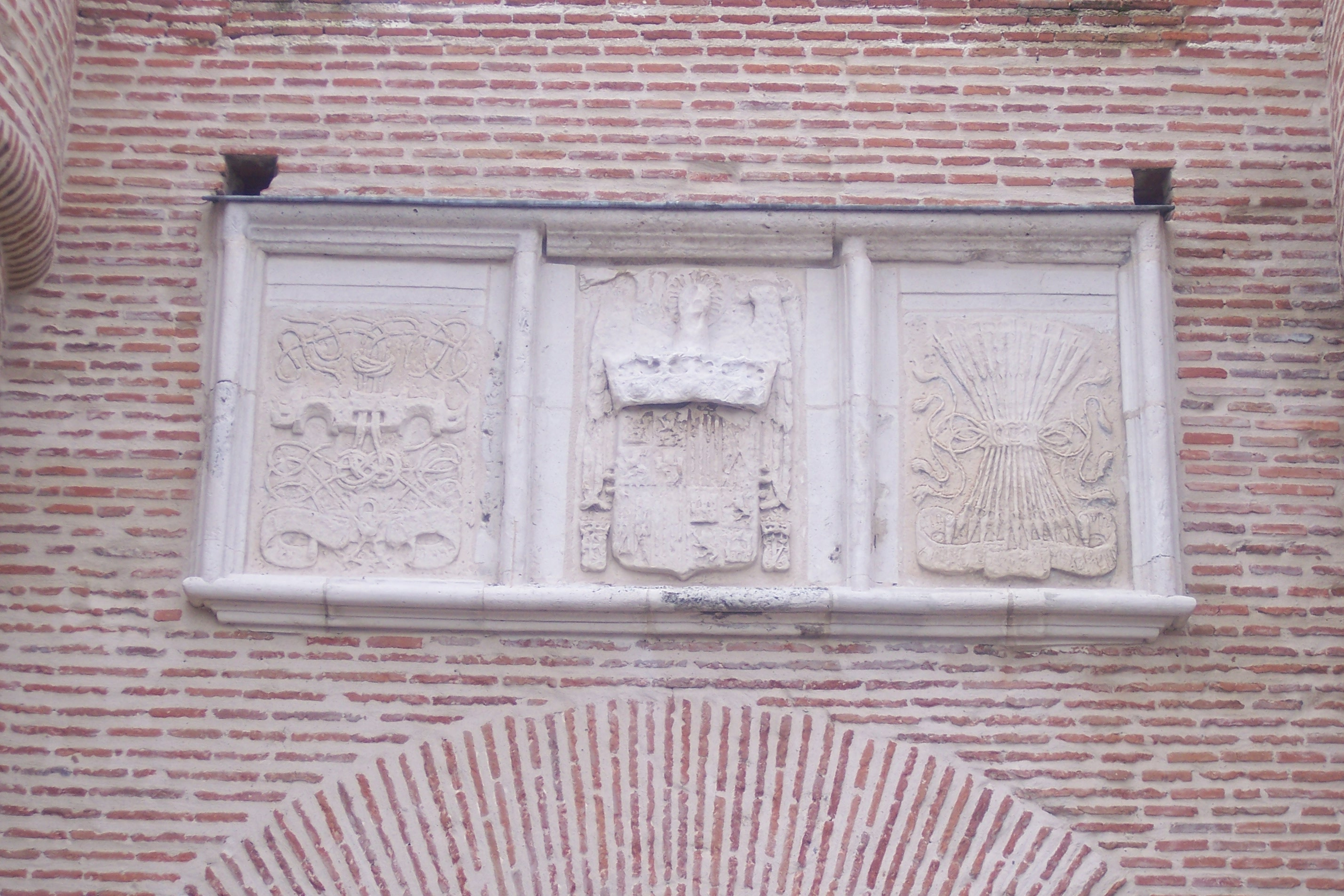
Wappenstein über dem Torbogen

Die Höhenburg wurde überwiegend aus dem für die Gegend typischen hell-rötlichen Ziegelstein gemauert. Dies ist ein Kennzeichen vieler spanisch-arabischer Burgen im Mudejarstil. Nur architektonische Details wie Wappen und Schießscharten wurden aus Naturstein gefertigt. Die regelmäßigen Löcher in den Außenmauern stammen vom Rüstholz, den für den mittelalterlichen Gebäudebau eingesetzten Gerüsten mit Stützbalken. Eines der visuell prägendsten Merkmale ist die Barbakane, die große vorgelagerte Ringmauer mit Schießscharten um die Burg. Von der Sohle des umgebenden Grabens hat die Ringmauer eine Höhe von fast 20 m. Zusätzlich gibt es auch eine innere Kurtine zur Verteidigung durch Bogenschützen.
Der Grundriss der Feste ist trapezförmig. Der große viereckige Innenhof ist von vier Türmen umgeben, in denen sich die Wohnräume befanden. Die Burg besitzt auch einen fünfstöckigen, viereckigen torre del homenaje, einen Donjon-artigen, repräsentativen Hauptturm. Mit 44 Metern ist er der höchste Burgturm von Kastilien. In der Burg befindet sich die Burgkapelle Santa María del Castillo.
Der Zugang zur Burg erfolgte ursprünglich über eine Zugbrücke. Heute ist das Haupttor über eine fest installierte Holzbrücke zugänglich. Es besteht aus einem Torbogen zwischen zwei Türmen. Über dem Torbogen ist ein Wappenstein mit dem königlichen Wappen der Katholischen Könige eingemauert.

## Geschichte
Der Ursprung der Burg geht auf das 11. Jahrhundert zurück. Um 1070 bis 1080 wurde Medina del Campo auf dem Hügel La Mota gegründet. Mit der Besiedelung und Einfriedung der Stadt entstanden auch Vorläufer der Burganlage. Die erste Kernburg stammt aus dem 13. Jahrhundert. Diese alten Fundamente finden sich heute noch im südwestlichen Teil der Burg. 1390 schenkte Johann I. von Kastilien seinem zehnjährigen Sohn Ferdinand, dem späteren König von Aragonien, die Stadt und die zugehörige Burg. Nach Ferdinands Tod ging die Stadt an seinen Sohn Johann von Aragón über. Johann war selbst 1397 oder 1398 in Medina del Campo geboren worden.

### 15. Jahrhundert
Die nach dem Tod von Ferdinand I. begonnenen militärischen Auseinandersetzungen zwischen Johann II. von Kastilien und seinen Cousins, den Söhnen von Ferdinand I., den Infantes de Aragón, darunter Johann von Aragon, führten dazu, dass die Herrschaft über Medina del Campo mehrmals wechselte und zeitweise geteilt war. Während die Aragonier den Burghügel hielten, hatte Johann II. von Kastilien die Herrschaft über die Stadtmitte. Während dieser langjährigen Auseinandersetzungen in der ersten Hälfte des 15. Jahrhunderts ließ Johann von Aragón die Festung ausbauen.
Um seine Ansprüche in Kastilien endgültig zu sichern, marschierte Johann von Aragón 1445 mit einer Streitmacht von Navarra aus in Kastilien ein. In der Schlacht von Olmedo unterlagen er, seine Brüder und weitere Mitglieder des kastilischen Hochadels jedoch. Medina del Campo und das Castillo de La Mota fielen endgültig an die Krone von Kastilien.
Heinrich IV. von Kastilien, der Sohn von Johann II., befahl 1460 den Bau des Hauptturms der Burg („la torre de la mota“). 1464 schenkte Heinrich die Burg dem Erzbischof von Toledo, Alfonso Carrillo. Der Bischof beteiligte sich aber 1465 an der Rebellion gegen Heinrich, der Farsa de Ávila, um dessen elfjährigen Halbbruder Alfons von Kastilien zu krönen. Zwischen 1465 und 1468 gab es immer wieder bewaffnete Zusammenstöße zwischen Heinrichs Truppen  und Alfons’ Unterstützern. Nach Alfons’ Tod am 5. Juli 1468 brach die Rebellion, die ganz auf die Person Alfons’ gestützt war, rasch zusammen. In den Folgejahren wechselte das Castillo de La Mota mehrmals den Eigentümer.
Nach dem Tod Heinrichs 1474 wurde das Castillo de La Mota 1475 von der Familie Fonseca an die Katholischen Könige, Heinrichs Schwester Isabella von Kastilien und ihren Gatten Ferdinand II. von Aragón, übergeben. Zwischen 1480 und 1483 wurde die Burg durch die Barbakane und weitere Verteidigungsanlagen deutlich erweitert. Die Ringmauer ist mit mehreren unterirdischen, miteinander verbundenen Gängen und einer Reihe von Räumen ausgestattet, die der Verteidigung der Burg dienten.
Während der Herrschaft Heinrichs IV. und der Herrschaft der Katholischen Könige befand sich in der Burg zeitweise das königliche Archiv. Das Castillo de La Mota war eine der bevorzugten Residenzen Isabellas und die königliche Familie hielt sich regelmäßig dort auf.

### 16. Jahrhundert

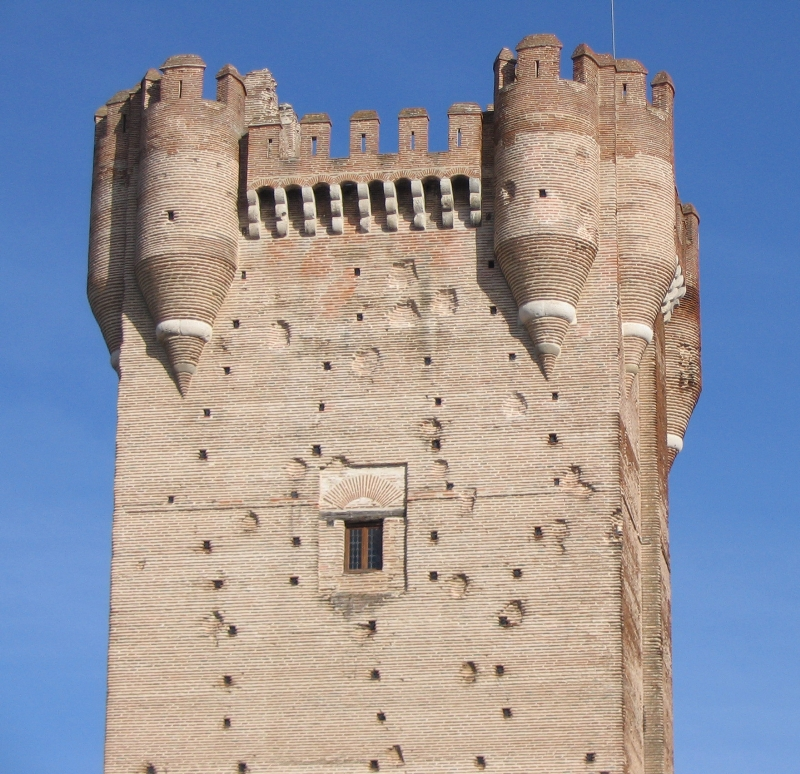
Hauptturm der Burg mit deutlich erkennbaren Blidentreffern

Im 16. Jahrhundert diente Castillo de La Mota als Staatsgefängnis.
Einer der Gefangenen auf der Burg war Cesare Borgia. Dieser war 1504 auf Druck von König Ferdinand II. von Aragonien in Neapel gefangen genommen und nach Spanien gebracht worden. Nachdem er ein Jahr in Einzelhaft im Castillo de Chinchilla de Montearagón verbracht hatte, wurde er 1505 in das Castillo de La Mota verlegt. Im Oktober 1506 gelang ihm eine spektakuläre Flucht aus dem Gefängnisturm mithilfe einer seidenen Schnur.
Später diente das Castillo de La Mota aufgrund seiner Größe als Militärbasis und Artilleriedepot. Während des kastilischen Comuneros-Aufstand in den Jahren 1520 bis 1522 gegen den habsburgischen König Karl I. waren die Festung und die Stadt Medina del Campo zwischen den königstreuen Truppen und den kastilischen Aufständischen heftig umkämpft. Es gelang den Aufständischen jedoch nicht, sie einzunehmen.
Von 1540 bis 1561 war Hernando Pizarro in La Mota inhaftiert.

### 17. Jahrhundert bis heute

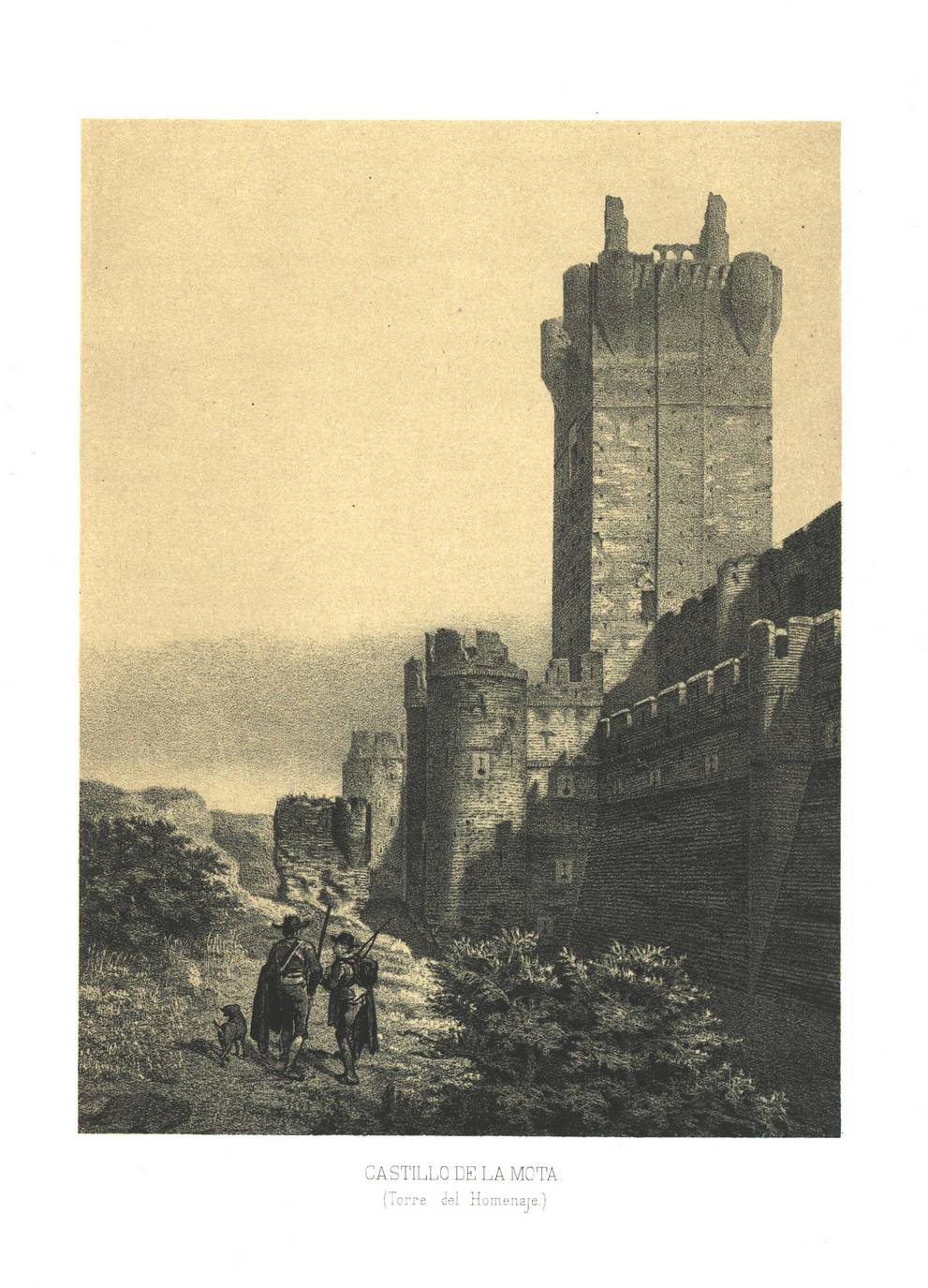
Lithografie des Castillo de La Mota von 1861

Ab dem 17. Jahrhundert zerfiel die Burg langsam. Immer wieder wurden einzelne Teile repariert. Der bauliche Gesamtzustand verschlechterte sich bis ins 20. Jahrhundert trotzdem zunehmend.
1649 wurde die zerstörte Brücke der Burg auf den noch vorhandenen Stützpfeilern wieder aufgebaut.
1774 nahm Leopoldo de Gregorio eine Bestandsaufnahme der Festung vor. Zu diesem Zeitpunkt waren bereits Teile des Grabens stark erodiert, so dass Teile der Burg instabil wurden.
Zu Beginn des 20. Jahrhunderts wurde mit der Restaurierung des Außenbereichs der Burg begonnen. 1903 wurde die Restaurierung der Burg öffentlich befürwortet und ein Jahr später wurde sie offiziell zum nationalen Kulturgut erklärt. Diese öffentliche Aufmerksamkeit führte dazu, dass bereits 1905 mit ersten Restaurierungsmaßnahmen begonnen wurde. Zwischen 1913 und 1916 wurden die größtenteils durch Artilleriebeschuss zerstörten Zinnen und Brüstungen unter Nachahmung der wenigen erhaltenen Originalteile erneuert. Später wurden auch die Wehrerker und Türme restauriert.
Nach dem spanischen Bürgerkrieg übergab Diktator Francisco Franco die Festung der von ihm am 19. April 1937 gegründeten Partei Falange Española Tradicionalista y de las Juntas de Ofensiva Nacional Sindicalista (FET y de las JONS). Sie diente als Hauptsitz der Sección Femenina, der Frauenorganisation der Partei. Während des Franquismus wurden weitere Restaurierungsarbeiten an und in der Burg vorgenommen. So wurde unter anderem der Innenhof nach historischem Vorbild im Mudejarstil vollständig wieder aufgebaut.
Im Rahmen einer architektonischen und historischen Bestandsaufnahme des Castillo de La Mota Ende des 20. Jahrhunderts wurde die Anlage erstmals umfassend untersucht und inklusive der unterirdischen Gänge und Anlagen kartographiert.
Nach einer umfangreichen Restaurierung des Hauptturms ist dieser seit 2010 wieder für Besucher zugänglich.